# Takeshi Umehara

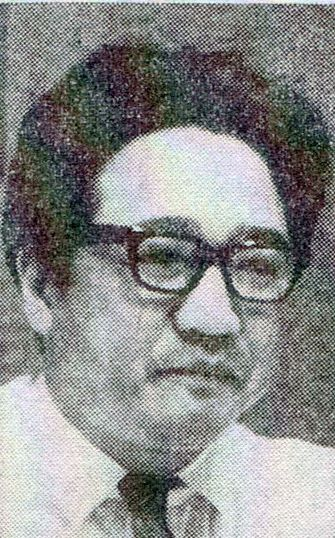
Umehara (1967)

Takeshi Umehara (japanisch 梅原猛 Umehara Takeshi; * 20. März 1925 in Sendai, Präfektur Miyagi, Region Tôhoku; † 12. Januar 2019 in Kyôto) war ein japanischer Religionsforscher, Philosoph, Publizist und sogenannter „Medienintellektueller“ (jap.文化人 bunkajin), der auch als Berater der japanischen Regierung tätig war.

## Biographie
Umehara wurde nach dem Tod seiner Mutter vom Onkel väterlicherseite, Umehara Hanbei adoptiert. Im Jahr 1945 begann Umehara gegen das Anraten seines Vaters ein Studium der Philosophie an der Universität Kyōto. Dort graduierte er im Jahr 1948. Während sein Studium, wie es seinerzeit in Japan für den Studiengang üblich war, weitgehend die westliche Philosophie umfasste, beschäftigte er sich ab Mitte der 1960er Jahre mit der japanischen Kultur, mit der Geschichte Japans und buddhistischem Denken u. a. unter dem Einfluss von Watsuji Tetsurô. Nach langjähriger Lehrtätigkeit als Universitätsdozent in Kyōto wurde er 1987 zum Direktor des unter der Regierung von Ministerpräsident Nakasone Yasuhiro gegründeten, als Nichibunken bekannten Internationalen Zentrums für Japanstudien ernannt. Von dieser Position trat Umehara im Jahr 1995 zurück. Sein Nachfolger wurde der ebenfalls konservative und politisch einflussreiche Kawai Hayao, der von 1995 bis 2001 dem Institut vorstand.
Er ist bekannt für seine „Umehara Nihongaku“ (jap. 梅原日本学; dt. Umehara Japankunde), in der er eine historische Rekonstruktion japanischer Identität versucht. Dabei beruft er sich auf eine japanspezifische Religiosität oder auf eine indigene „Spiritualität“, deswegen zählte ihn der Religionswissenschaftler Shimazono Susumu zu den „spirituellen Intellektuellen“.
Umehara erhielt für seine Verdienste um die Erforschung und Vermittlung der japanischen Kultur etliche Auszeichnungen, unter anderem auch den Titel „Ehrenbürger der Stadt Kyôto“. 1992 wurde er als Person mit besonderen kulturellen Verdiensten geehrt, 1999 wurde er mit dem Kaiserlichen Kulturorden ausgezeichnet.
Umehara war von 1997 bis 2003 Präsident des japanischen PEN-Clubs. Er schrieb über den japanischen Dichter Miyazawa Kenji als einen Vertreter der von ihm imaginierten Lyrizität und Geistigkeit des japanischen Nordens, begründete mit dem Stück Yamato Takeru 1996 das „Super Kabuki“ und schrieb ebenfalls Stücke für ein „Super Kyôgen“ (Mutsugoro), sowie ein “Super Nô”. Zudem beteiligte er sich an der medizinethischen Hirntoddebatte in Japan.  In einem Buch aus dem Jahr 2010 beschäftigte er sich erneut mit dem Entstehen Japans, wobei er hier die Geschichte und die Gründungsmythen um das japanische Kernland Izumo neu deutete.
Umehara war die zentrale Figur des japanischen Kulturalismus und gab sich in einem „A Kernel of Wheat“ (2013) betitelten Porträt des NHK als Altmeister, der sein Vermächtnis an die jüngere Generation, in diesem Fall vertreten durch Azuma Hiroki und eine Gruppe von Studenten, weiterreicht. In seinen späten Jahren hatte er sich einer „Menschheitsphilosophie“ zugewandt, in deren Rahmen er sich dem Verhältnis von Zivilisation und Natur bzw. einer möglichen Koexistenz beider Sphären widmete. Takeshi Umehara starb im Alter von 93 Jahren in seinem Haus in Kyôto.

## Karriere
Von 1952 bis 1955 war Umehara Dozent an der Literaturabteilung der Ryukoku University, dann von 1955 bis 1957 an der Ritsumeikan University, Faculty of Letters. Dort war er von 1957 bis 1967 Assistenzprofessor, von 1967 bis 1970 arbeitete er als Professor an der Literaturwissenschaftlichen Fakultät, bis er 1970 im Gefolge universitätsinterner Querelen von der Professur zurücktrat. Von 1972 bis 1974 hatte er eine Professur für Kunst an der Kyoto University of Arts inne. Von 1974 bis 1983 wirkte er als Präsident der Kyoto City Arts University. Er wurde für die nächsten drei Jahre dort als Präsident wieder gewählt; 1986 war er emeritierter Professor der Kyoto City Arts University, wobei er auch als Vorbereitungsleiter des Internationalen Zentrums für Japanstudien tätig war. Im Jahr 1987 war er der erste Direktor des Instituts. In dieser Funktion fungierte er als Ehrenberater, bis er im Mai 1995 sein endgültigen Abschied vom Institut nahm. 1997 bis 2003 war er Vorsitzender des japanischen PEN-Clubs. Im April 2001 wurde er zudem erster Generalpräsident der Monozukuri-Universität. Nach der Dreifachkatastrophe von Fukushima wurde er 2011 Ehrenpräsident des, von der japanischen Regierung unter Naoto Kan gegründeten, Reconstruction Design Council in Response to the Great East Japan Earthquake.

## Thesen
Umehara gilt als Vertreter des sogenannten Japan- oder Japandiskurses, einer in Japan in vielen Publikationen betriebenen Identitäts- und Kulturdebatte, in der es um die Behauptung Japans gegenüber der „westlichen Zivilisation“, die Souveränität und Homogenität der japanischen Kultur geht. Diese Debatte ist häufig durch eine kulturalistische Argumentation gekennzeichnet. Zu Umeharas Thesen gehört die Idealisierung der Jōmon-Zeit, Animismus als japanische Weltanschauung, der Appell an eine Rückbesinnung auf eine „archaische Geistigkeit“ und eine mit religionsbezogenen Argumenten vorgetragene Zivilisationskritik. Zudem vertritt er die Vorstellung eines Alt-Shintô oder Ur-Shintô.
Seine Ansichten prägten vor allem in den 1980er Jahren bis zum AUM-Zwischenfall 1995 den japanischen Kulturdiskurs. Man wirft Umehara vor, ein „nationalistischer Anthropologe“ oder auch ein „Yamatoist“ zu sein – etwa der Journalist Ian Buruma, der ihn u. a. im Frühjahr 1987 in der Far Eastern Review und dem New York Times Magazine kritisierte.
In der deutschsprachigen Japanforschung wurden Umeharas Ansichten und die der anderen spirituellen Intellektuellen religionswissenschaftlich und ideengeschichtlich analysiert und kritisch beleuchtet, wobei sich diese Analysen auf die Vorarbeiten von Susumu Shimazono und Robert Sharf stützen.

## Rolle Umeharas nach „Fukushima“ und Beiträge zur 3.11 Debatte
Im Artikel „'Bunmeisai' o norikoe jihi no seishin minagiru kokka ni“ (Nach der Überwindung der „Zivilisationskatastrophe“ – zu einem Staat voll des Geistes der Gnade) betont Umehara Takeshi nach der Nuklearkatastrophe von Fukushima  ein weiteres Mal, wie wichtig es wäre, sich auf ein „altüberliefertes japanisches Denken“ zu besinnen und die moderne Zivilisation mit ihrer gefährlichen Technikanwendung zu überwinden; für eine bessere Zukunft des Landes nach der Katastrophe von Fukushima schlägt er vor, zur Sonnenanbetung (taiyô sûhai) zurückzukehren – und zwar in zweifacher Hinsicht: spirituell und umwelttechnologisch.
Neben einer neuen umweltfreundlichen Energienutzung sollte künftig auch eine andere geistige Orientierung für Japan zukunftsweisend sein. Anstelle der Werte der Moderne mit ihrem Anthropozentrismus könnten der alte japanische Glaube an die Sonne und eine überlieferte Philosophie der Konvivialität mit Gräsern, Bäumen und der Erde bessere Impulse geben. Man hätte sich von der gegenwärtigen Konsum- und Wegwerfmentalität sowie vom Primat des Ökonomischen, dem heute auch Gelehrte und Künstler in Teilen anhingen, zu verabschieden. Es sei ein Fehler, sein Glück nur in der Wirtschaftswachstumsrate sehen zu wollen. Ein Geist des unterstützenden Miteinander sei gefordert und ein Staat, dem Mitgefühl nicht fremd sei.

## Schriften (Auswahl)
Folgende seiner Werke liegen in englischer oder französischer Übersetzung vor:
- Lotus and Other Tales of Medieval Japan. Tuttle Publ. 1996. ISBN 978-0-8048-2062-2
- La philosophie japonaise des enfers. Klincksieck 1990. ISBN 978-2-86563-261-9

Noch nicht übersetzte Werke:
- „Die Entdeckung von Schönheit und Religion“ (1967)『美と宗教の発見』
- „Die Struktur des Gelächters“ (1972)『笑いの構造』
- „Ermutigung zum Studium“ (1979)『学問のすすめ』
- „Anfänge einer Japankunde“ (1985)『日本学事始』
- „Gilgamesh“ (1988)『ギルガメシュ』
- „Japan-Abenteuer“ (1988)『日本冒険』
- “Je ein Wort von hundert Denkern” (1993)『百人一語』